# Оптимальний прийом сигналів
Оптима́льний прийо́м сигна́лів - область радіотехніки, в якій обробка прийнятих сигналів здійснюється на основі методів математичної статистики.

## Історія
Одними з перших робіт в області оптимального прийому сигналів були роботи А. Н. Колмогорова і Н. Вінера, присвячені синтезу оптимальних лінійних фільтрів. У середині 1950-х років були вирішені деякі задачі оптимального прийому сигналів в каналах з флуктуаційним шумом, невизначеною фазою і релєєвськими завмираннями. У 1946 році В. А. Котельников у своїй дисертації вперше сформулював завдання оцінки оптимальних параметрів сигналів на тлі адитивного гауссівського шуму і знайшов їх вирішення.
В кінці 1950-х і початку 1960-х років стали розвиватися
- оптимальні методи прийому стохастичних просторово-часових сигналів
- оптимальні методи прийому в каналах з флуктуаційним шумом і селективними завмираннями за частотою і часом

До початку 1960-х років методи оптимальної обробки сигналів розроблялися стосовно завдань радіотехніки, в першу чергу  радіолокації і зв'язку. Потім методи оптимальної обробки стали застосовуватися також і в інших предметних областях, зокрема гідроакустиці, де перешкоди мають складнішу структуру, ніж в радіолокації. Крім того, середовище поширення гідроакустичних коливань істотно неоднорідне. У результаті розвитку теорії оптимальної обробки сигналів з урахуванням гідроакустичної специфіки сформувалася теорія оптимальної обробки гідроакустичних сигналів, яка враховує неоднорідний характер гідроакустичного середовища поширення коливань і складний характер завад.
Приблизно з 1970-х років починали розвиватися методи спільного розрізнення сигналів і оцінювання їх параметрів.

## Завдання
Завданнями теорії оптимального прийому сигналів є виявлення сигналу, розрізнення сигналів, оцінка параметрів сигналу, фільтрація повідомлень, визначення роздільної здатності сигналів і розпізнавання образів. Допустимо, що сигнал, який приймається  {\displaystyle r(t)} являє собою суму сигналу {\displaystyle s(t,\lambda )} і адитивної перешкоди {\displaystyle n(t)} :
{\displaystyle r(t)=s(t,\lambda )+n(t)},
де {\displaystyle \lambda } - параметр сигналу {\displaystyle s(t,\lambda )}, який в загальному випадку є векторним, {\displaystyle n(t)} - адитивний білий гаусів шум.

## Розрізнення сигналів
Припустимо, що в прийнятому сигналі {\displaystyle r(t)} може бути присутнім тільки один з двох сигналів {\displaystyle s_{1}(t,\lambda _{1})} і {\displaystyle s_{2}(t,\lambda _{2})}, тобто сигнал, що приймається  r (t) дорівнює 
{\displaystyle r(t)=\alpha s_{1}(t,\lambda _{1})+(1-\alpha )s_{2}(t,\lambda _{2})+n(t)},
де {\displaystyle \alpha } - випадкова величина, яка може приймати значення 1 або 0. Якщо {\displaystyle \alpha =1}, то в {\displaystyle r(t)} з імовірністю {\displaystyle p_{1}} присутній сигнал {\displaystyle s_{1}(t,\lambda _{1})}; якщо {\displaystyle \alpha =0}, то в {\displaystyle r(t)} з імовірністю {\displaystyle p_{2}} присутній сигнал {\displaystyle s_{2}(t,\lambda _{2})}. У даному випадку оцінка параметра {\displaystyle \alpha } є завданням розрізнення двох сигналів. Задача розрізнення більше двох сигналів може бути сформульована аналогічно.
Якщо всі крім одного сигналу нульові, то завдання розрізнення сигналів зводиться до задачі виявлення сигналу.
Задача розрізнення сигналів часто зустрічається у радіозв'язку та інших областях радіотехніки.

## Роздільна здатність сигналів
Завдання визначення роздільної здатності сигналів має на увазі одночасну наявність в адитивній суміші двох або більше сигналів, які поділяють один і той же частотний і часовий ресурс. Роздільною здатністю в даних умовах буде називатися оцінка дискретних і безперервних параметрів кожного з сигналів, що входять в суміш.